# Диатомовое
Диатомовое — пресное озеро в Восточной Антарктиде, расположенное в Оазисе Ширмахера.
Площадь зеркала — 0,061 км², максимальная глубина — 6 м. Подпитка озера происходит талыми водами из снежника, который находится на крутом склоне, ограничивающем водоём с востока. Толщина ледового покрова превосходит 1 м. Летом, с конца декабря до середины февраля, лёд полностью стаивает, а средняя температуры воды в это время колеблется около 5-6 °C. Минерализация воды составляет 0,079 г/кг, pH — 7,3.